# Helsingborgs kommun
Uppslagsordet Helsingborgs stad leder hit. För stadskommunen som fanns fram till 1970 se Helsingborgs stad. För orten Helsingborg se Helsingborg.
Helsingborgs kommun, av kommunen själv benämnd  Helsingborgs stad är en kommun i Skåne län, i före detta Malmöhus län. Centralort är Helsingborg.
Helsingborgs kommun ligger vid Öresund och landskapet domineras till en stor del av en öppen och böljande fullåkersbygd. Detta bryts på sina ställen av av mindre skogar och dungar och genomskärs ibland av mindre vattendrag eller åar. Ett fåtal ängs- och våtmarker finns också bevarade. I början av 2020-talet var det lokala näringslivet allsidigt men tjänstenäringar, handel och transport hade en ovanligt framträdande roll. Främst berodde detta på att centralorten var en viktig transportknut i och med att den hade en av landets viktigaste hamnar samt goda väg- och järnvägsförbindelser.
Sedan kommunen bildades har befolkningstrenden varit positiv. Kommunen har sedan 2006 styrts av borgerliga koalitioner, mandatperioden 2014–2018 i samverkan med Miljöpartiet.

## Administrativ historik
Kommunens område motsvarar socknarna: Allerum, Bårslöv, Fjärestad, Fleninge, Frillestad, Helsingborg, Hässlunda, Kattarp, Kropp, Kvistofta, Mörarp, Ottarp, Raus, Välinge och Välluv. I dessa socknar bildades vid kommunreformen 1862 landskommuner med motsvarande namn. Inom området fanns även Helsingborgs stad (från 1911 stavad Hälsingborgs stad) som 1863 bildade en stadskommun. 
I området fanns även fyra municipalsamhällen: Helsingborgs landsförsamling från 28 november 1890 till 31 december 1906, Köpinge (Ramlösa) från 14 september 1894 till 31 december 1917, Raus plantering från 22 juni 1904 till 31 december 1917 och Råå från 29 september 1877 till 31 december 1917.
Helsingsborgs landskommun uppgick i Helsingborgs stad successivt från 1905 till 1919. Raus landskommun uppgick i staden 1918. 1920 införlivades så delar av Kropps och Kvistofta landskommuner i staden.
Vid kommunreformen 1952 bildades fyra "storkommuner" i området: Kattarp (av de tidigare kommunerna Kattarp och Välinge), Mörarp (av Frillestad, Hässlunda, Kropp, Mörarp och Välluv), Vallåkra (av Bårslöv, Fjärestad, Kvistofta och Ottarp) samt Ödåkra (av Allerum och Fleninge) medan staden förblev opåverkad.
Helsingborgs kommun bildades vid kommunreformen 1971 av Helsingborgs stad samt Ödåkra, Vallåkra, Kattarps och Mörarps landskommuner.
Kommunen ingår sedan bildandet i Helsingborgs domsaga.

## Geografi
Kommunen ligger i en av de mest tätbefolkade och högexploaterade delarna av Skåne. 
Kommunen är belägen i de nordvästra delarna av landskapet Skåne och har Öresund i väster. Helsingborgs kommun gränsar i norr till Höganäs kommun i före detta Malmöhus län, i nordöst till Ängelholms kommun och Åstorps kommun i före detta Kristianstads län, i öster till Bjuvs kommun och Svalövs kommun samt i söder till Landskrona kommun, alla i före detta Malmöhus län. På andra sidan Öresund gränsar kommunen i väster till Fredensborgs kommun och Helsingørs kommun i Region Hovedstaden på Själland i Danmark.

### Topografi och hydrografi
Landskapet i Helsingborgs kommun domineras till en stor del av en öppen och böljande fullåkersbygd. Detta bryts på sina ställen av av mindre skogar och dungar och genomskärs ibland av mindre vattendrag eller åar. Ett fåtal ängs- och våtmarker finns också bevarade. Som nämns ovan är hela tre fjärdedelar av kommunens yta åkermark, vilket är ett resultat av den allt större uppodling av landskapet som pågått sedan 1800-talet. Det allt större behovet av åkermark under denna tid ledde till att skogar avverkades och våtmarker utdikades för att bereda mark för jordbruken. Detta skedde även på bekostnad av de gamla hagarna och slåtterängarna. Inom åkerlandskapet finns dock ett antal bevaringsvärda biotoper, bland annat i form av alléer, odlingsrösen, pilevallar och stenmurar. Förutom jordbrukets expansion har tätorternas utbyggnad, särskilt Helsingborgs, ätit upp de kringliggande fäladsmarkerna och ängslandskapet dessa skapade. Ängs- och hagmarkerna utgjorde 2002 endast 1,8 % av kommunens landareal, jämfört med 90 % för 200 år sedan.
Av de skogar som finns bevarade är flera belägna norr eller väster om Helsingborg, men dessa är dock fragmentariska och några större sammanhängande skogsområden finns inte inom kommunen. Skogarna inom Helsingborgs kommun bär ofta på höga naturvärden och drygt hälften av skogsytorna inom kommunen utgörs av lövskog. Övervägande del av de totalt drygt 1 000 hektaren lövskog är dessutom ädellövskog, vars särskilda biotop hyser flera rödlistade och sällsynta arter.
Nedan presenteras andelen av den totala ytan 2020 i kommunen jämfört med riket.
|  | Bebyggelse (18,6 %) |

|  | Skog (8,4 %) |

|  | Öppen myrmark (0,1 %) |

|  | Jordbruksmark (63,7 %) |

|  | Övrig mark (9,2 %) |

|  | Bebyggelse (3,1 %) |

|  | Skog (68,0 %) |

|  | Öppen myrmark (7,2 %) |

|  | Jordbruksmark (7,4 %) |

|  | Övrig mark (14,3 %) |

Inom kommunen flyter två större vattendrag: Vege å och Råån. Det biflöde till Vege å som sträcker sig genom kommunen benämns ofta Hasslarpsån och består i sig själv av ett flertal olika biflöden, som grenar ut sig genom landskapet. Hasslarpsån har sin början i trakterna kring Mörarp och leder norrut för att vid Strövelstorp flyta samman med huvudflödet, som slutligen mynnar ut i Skälderviken vid Utvälinge. I söder flyter Råån i nordvästlig riktning genom kommunen för att mynna ut vid fiskeläget Råå vid Öresund. Dess avrinningsområde är betydligt mindre än Vegeåns, men dess dalgång bjuder dock på höga naturvärden. Utöver dessa finns ett antal mindre vattendrag. Bland annat Rydebäcken, som flyter genom Rydebäck, som är levande med öring långt upp i bäcken varje år. Bäcken restaurerades 2010 och är i högsta grad levande. 

### Naturskydd

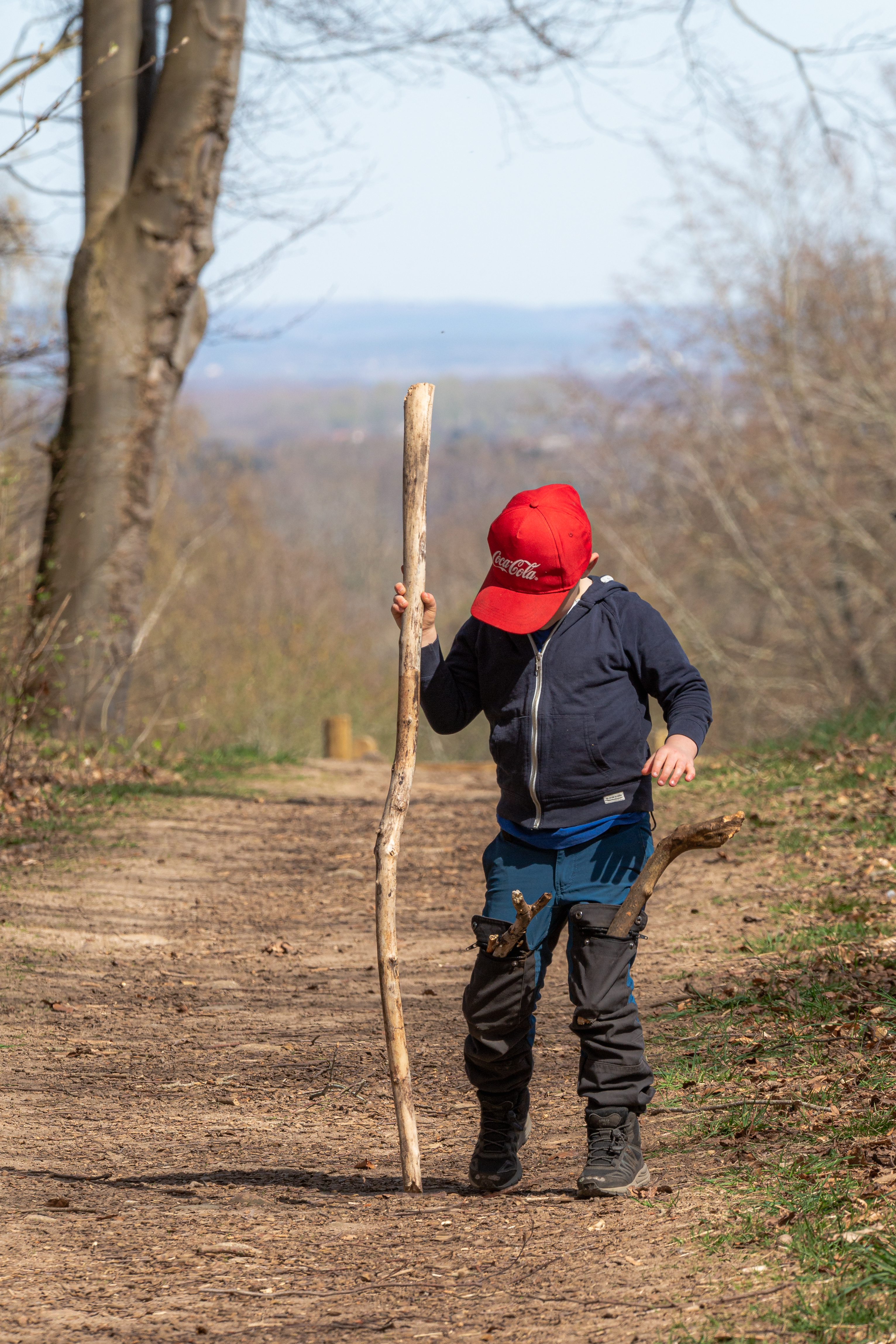
Pojke på äventyr på Svedberga kulle, ett av kommunens naturreservat.

År 2023 fanns 21 naturreservat i Helsingborgs kommun.
Den låga tillgången till allemansrättslig mark inom Helsingborgs kommun gör att de existerande områdena är mycket värdefulla för naturvärdena och därför har ett flertal av dessa skyddats av kommunen som naturreservat. Den sparsamma tillgången till skogar har gjort att flera av de ädellövskogar som finns inom kommunen har skyddats, särskilt gäller detta Väla skog, Duvestubbe skog och skogarna kring Christinelunds herrgård. Även skogar med högt kulturhistoriskt värde har skyddats. Smårydsskogen har en historia som slåtter och betesmark och skogen vid Svedberga kulle är av intresse för vetenskaplig naturvård. Rååns dalgång har skyddats på grund av ängs- och hagmarkerna vid dalgångens botten, samt blandlövskogarna i anknytning till dalbranten. Sydost om denna ligger naturreservatet Borgen som har viktiga geologiska formationer och fossila lämningar. I naturreservatet Allerums mosse finns rester av det tidigare så omfattande våtmarkslandskapet norr om Helsingborg.
Inom kommunen finns också ett flertal kustnära naturreservat, bland annat ett oexploaterat strandområde i anknytning till Kulla Gunnarstorps slott. Även skogen längre inåt land ingår i naturreservatet. Längre norrut, invid småorten Grå läge, ligger ännu område med orörd strandvegetation som skyddats. I kommunens nordligaste del, vid Vegeåns utlopp i Skälderviken, har ett naturreservat bildats bland annat för att ta vara på den intressanta fågelfaunan. Kommunens till ytan största naturreservat är det 13,7 kvadratkilometer stora marina reservatet Knähaken, beläget i den södra delen av kommunens område i Öresund.
Andra exempel på naturreservat är Örby ängar, Pålsjö naturreservat och Bruces skog.

### Administrativ indelning
Fram till 2016 var kommunen för befolkningsrapportering indelad i nio församlingar:

- Allerums
- Filborna
- Fleninge
- Gustav Adolfs
- Kropps
- Kvistofta
- Landskrona
- Maria
- Raus

Antalet församlingar inom kommunen har minskat kraftigt genom Svenska kyrkans församlingssammanslagningar. Det har även fått till följd att församlingsgränserna efter 2016  inte helt sammanfaller med kommunens gränser. Exempelvis ligger Kvistofta församling  delvis i Landskrona kommun genom sammanslagningen med Glumslövs församling medan en del av Landskrona församling ligger i Helsingborgs kommun genom sammanslagningen av denna och Ottarps församling.

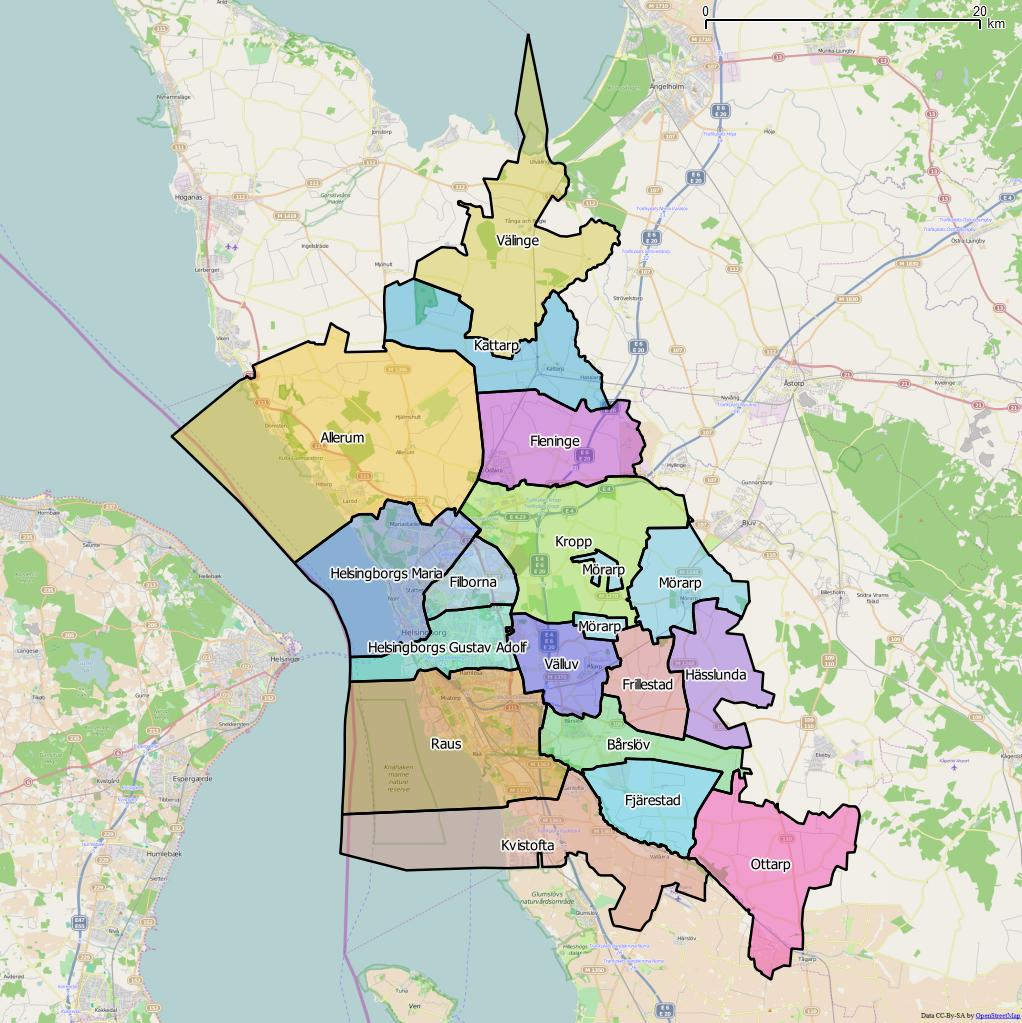
Distrikt inom Helsingborgs kommun

Från 2016 indelas kommunen istället i 17 distrikt:
| De 17 distrikten i Helsingborgs kommun |
| --- |
| - Allerum - Bårslöv - Filborna - Fjärestad - Fleninge - Frillestad - Helsingborgs Gustav Adolf - Helsingborgs Maria - Hässlunda - Kattarp - Kropp - Kvistofta - Mörarp - Ottarp - Raus - Välinge - Välluv |
Centralorten är indelad i 32 statistikområden, även kallade B-områden, som används för att ta fram jämförbar statistik och planeringsunderlag för kommunen. Ytterområdet är indelat i 10, dessa är:
- 190 Hittarp-Laröd (inkluderar även Domsten och Grå läge)
- 191 Allerum
- 192 Kattarp (inkluderar även Hasslarp, Tånga och Rögle, Utvälinge och Välinge)
- 193 Ödåkra (inkluderar även Fleninge och Väla by)
- 194 Mörarp (inkluderar även Hjortshög, Hässlunda, samt Magnihill och Lydestad)
- 195 Påarp
- 196 Bårslöv (inkluderar även Görarp)
- 197 Gantofta
- 198 Vallåkra (inkluderar även Kvistofta och Fjärestad)
- 199 Rydebäck

### Tätorter

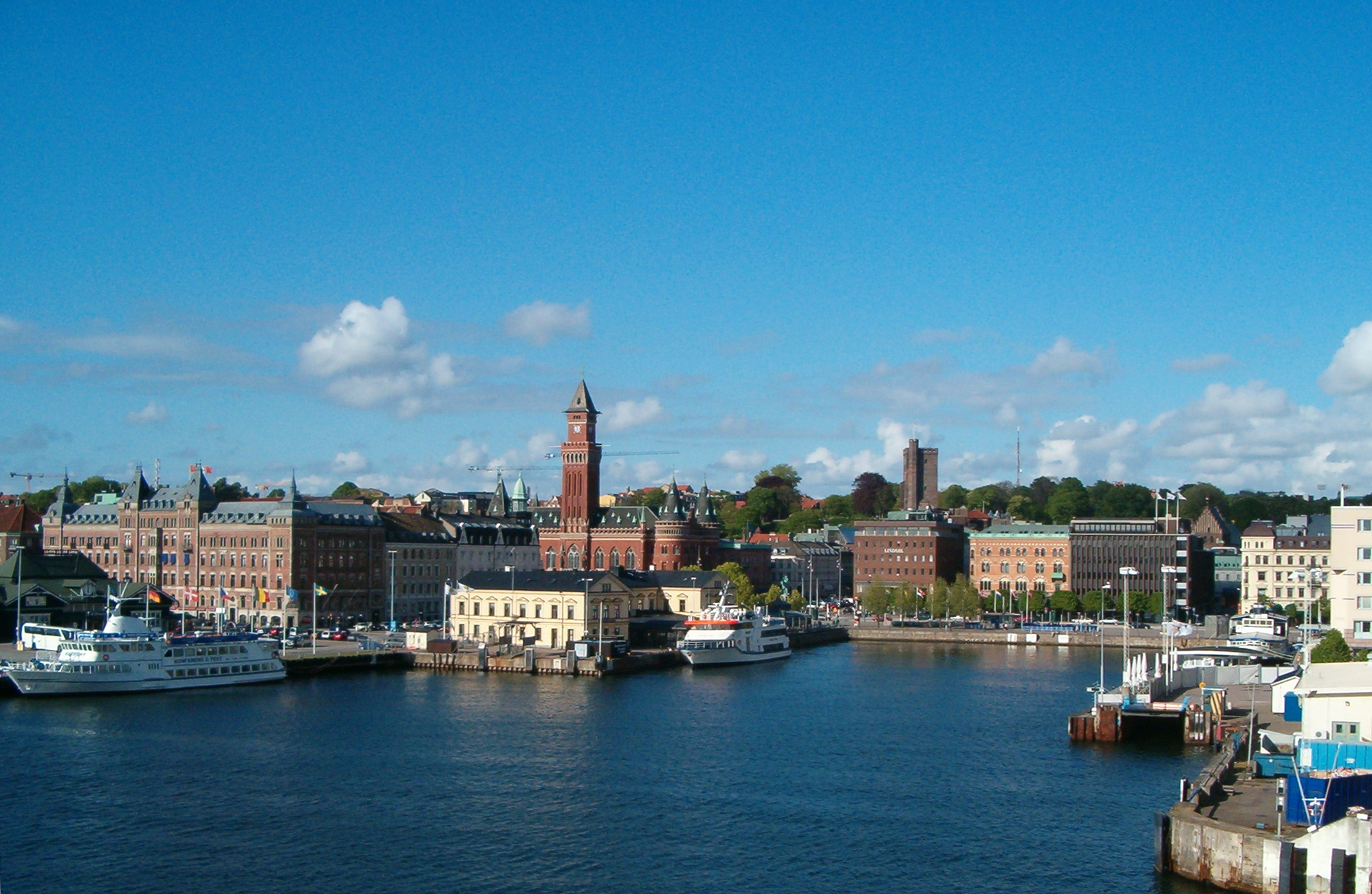
Helsingborg.

År 2020 bodde 96,6 procent av kommunens invånare i någon av kommunens tätorter, vilket var högre än motsvarande siffra för riket där genomsnittet var 87,6 procent. Vid tätortsavgränsningen av Statistiska centralbyrån 2020 fanns det 17 tätorter i Helsingborgs kommun. Centralorten är i fet stil.
| Nr | Namn                | Befolkning (2020) |
| -- | ------------------- | ----------------- |
| 1  | Helsingborg         | 113 828           |
| 2  | Rydebäck (del av)** | 6 430             |
| 3  | Ödåkra              | 5 807             |
| 4  | Hittarp             | 4 628             |
| 5  | Påarp               | 5 883             |
| 7  | Mörarp              | 1 946             |
| 8  | Gantofta            | 1 506             |
| 9  | Vallåkra            | 787               |
| 10 | Kattarp             | 774               |
| 11 | Allerum             | 742               |
| 12 | Domsten             | 611               |
| 13 | Hasslarp            | 585               |
| 14 | Utvälinge           | 236               |
| 15 | Tånga och Rögle     | 242               |
| 16 | Fleninge            | 226               |
| 17 | Viken (del av)*     | 2                 |

* Tätorten Viken ligger i huvudsak i Höganäs kommun, men en mindre del ligger i Helsingborgs kommun.
** En mindre del av Rydebäck i Landskrona kommun.

## Styre och politik

Organisationsskiss från och med 2012.

### Styre
Före kommunalvalet 2010 regerade den så kallade femklövern kommunen, bestående av de fyra allianspartierna Moderaterna (M), Folkpartiet (FP), Kristdemokraterna (KD) och Centerpartiet (C) tillsammans med Sveriges pensionärers intresseparti (SPI). I opposition fanns Socialdemokraterna (S), Miljöpartiet (MP), Vänsterpartiet (V), samt Sverigedemokraterna (SD). Valets stora vinnare var M och MP, vilka gick fram med 4,3 respektive 3,7 procentenheter. Även SD gick framåt med en ökning på 0,9 procentenheter. Alla övriga partier backade i valet. Störst väljarförlust hade SPI som backade med 2,1 procentenheter, vilket innebar att man förlorade alla sina mandat i fullmäktige. Även C förlorade sina platser i fullmäktige.
Centerpartiets och SPI:s uttåg från fullmäktige innebar att ingetdera av de två större blocken, varken Alliansen eller De rödgröna, fick majoritet med Sverigedemokraterna i en vågmästarroll. Av de två blocken fick dock den borgerliga alliansen störst antal röster sammanlagt, samt ett större antal mandat. I perioden efter valet förhandlade Alliansen med Miljöpartiet om ett samarbete, men då parterna kom fram till att de stod för långt från varandra åsiktsmässigt beslutade Alliansen att regera i minoritet. Mandatperioden 2010 till 2014 påbörjades officiellt den 2 november 2010, då Helsingborgs kommunfullmäktige för första gången sammanträdde enligt den nya mandatfördelningen.
| År        | Partier | Partier | Partier | Partier | Partier | Partier |
| --------- | ------- | ------- | ------- | ------- | ------- | ------- |
| 1991-1994 | M       | L       | KD      | C       |         |         |
| 1994-1998 | S       | V       |         |         |         |         |
| 1998-2002 | M       | L       | KD      |         |         |         |
| 2002-2006 | S       | V       |         |         |         |         |
| 2006-2010 | M       | L       | KD      | SPI     | C       |         |
| 2010-2014 | M       | L       | KD      |         |         |         |
| 2014-2018 | M       | MP      | L       | KD      | C       |         |
| 2018-2022 | M       | L       | C       | KD      |         |         |
| 2022-     | M       | L       | KD      |         |         |         |

### Kommunalråd
| Namn | Namn                    | Politisk tillhörighet | Uppdrag                      |
| ---- | ----------------------- | --------------------- | ---------------------------- |
|      | Christian Orsing        | Moderaterna           | Kommunstyrelsens ordförande  |
|      | Mathilda Hjelm          | Moderaterna           | Kommunalråd                  |
|      | Alexander Svensson      | Moderaterna           | Kommunalråd                  |
|      | Hans Nelson             | Liberalerna           | Kommunalråd                  |
|      | Lars Thunberg           | Kristdemokraterna     | Kommunalråd                  |
|      | Jan Björklund           | Socialdemokraterna    | Kommunalråd för oppositionen |
|      | Mickey Magnusson        | Socialdemokraterna    | Kommunalråd för oppositionen |
|      | Maria Ward              | Socialdemokraterna    | Kommunalråd för oppositionen |
|      | Michael Rosenberg       | Sverigedemokraterna   | Kommunalråd för oppositionen |
|      | Jenny Björklund Hansson | Vänsterpartiet        | Kommunalråd för oppositionen |
|      | Peter Janson            | Centerpartiet         | Kommunalråd för oppositionen |
|      | Sofia Kamlund           | Miljöpartiet          | Kommunalråd för oppositionen |

Källa: Helsingborgs stad.

### Kommunfullmäktige
Kommunfullmäktige består i Helsingborgs kommun av 65 ledamöter och dessa sammanträder i slutet av varje månad i fullmäktiges sessionssal i Helsingborgs rådhus.

#### Presidium
| Presidium 2022–2026    | Presidium 2022–2026 | Presidium 2022–2026     |
| ---------------------- | ------------------- | ----------------------- |
| Ordförande             | M                   | Mats Sander             |
| Förste vice ordförande | M                   | Lena Bjerne             |
| Andre vice ordförande  | S                   | Renée Sandberg Ohlander |

#### Mandatfördelning 2014–2022
För tidigare val, se: Helsingborgs kommuns politiska historia
| 3 | 19 | 6 | 10 |  | 4 |  | 19 |

| 37 | 28 |

| 3 | 19 | 3 | 13 | 3 | 3 | 3 | 18 |

| 38 | 27 |

| 4 | 20 |  | 14 | 3 | 3 | 3 | 16 |

| 33 | 32 |

### Nämnder

#### Kommunstyrelse
Kommunstyrelsen består av 13 ledamöter och håller sina sammanträden i kommunstyrelsens sessionssal, belägen strax söder om kommunfullmäktige i rådhuset.  Ordföranden kommer ur den styrande majoriteten, medan vice ordförande kommer från oppositionen. Ur ledamöterna i kommunstyrelsen utses också 11  kommunalråd, som har den kommunala politiken som heltids- eller deltidssysselsättning. Utöver de vanliga uppgifterna har kommunstyrelsen i Helsingborg även ansvar för kris- och beredskapsfrågor samt räddningstjänst. Genom detta fungerar kommunstyrelsen även som kommunens räddningsnämnd, beredskapsnämnd och krisledningsnämnd. Dessutom fungerar den som styrelse för två stiftelser: Familjen Romares stiftelse och Inga Morgan-Rodericks stiftelse.
| Presidium 2022–2026 | Presidium 2022–2026 | Presidium 2022–2026 |
| ------------------- | ------------------- | ------------------- |
| Ordförande          | M                   | Christian Orsing    |
| Vice ordförande     | S                   | Jan Björklund       |

#### Lista över kommunstyrelsens ordförande
| Namn | Namn                  | Från            | Till            | Politisk tillhörighet | Födelseår och församling                                |
| ---- | --------------------- | --------------- | --------------- | --------------------- | ------------------------------------------------------- |
|      | Börje Skarstedt       | 1971            | 1973            | Socialdemokraterna    | 1908-06-24 i Helsingborg stadsförsamling, Malmöhus län. |
|      | Villiam Björk         | 1974            | 1976            | Socialdemokraterna    | 1923-03-30 i Vittskövle, Kristianstads län.             |
|      | Ella Tengbom-Velander | 1977            | 1982            | Moderaterna           | 1921-07-28 i Karlshamn, Blekinge län.                   |
|      | Birger Håkansson      | 1983            | 1985            | Socialdemokraterna    | 1927-08-25 i Rödeby, Blekinge län.                      |
|      | Ella Tengbom-Velander | 1986            | 1988            | Moderaterna           | 1921-07-28 i Karlshamn, Blekinge län.                   |
|      | Birger Håkansson      | 1989            | 1991            | Socialdemokraterna    | 1927-08-25 i Rödeby, Blekinge län.                      |
|      | Jerker Swanstein      | 1992            | 1994            | Moderaterna           | 1952-02-09 i Helsingborgs Gustav Adolf, Malmöhus län.   |
|      | Britta Rundström      | 1995            | 1998            | Socialdemokraterna    |                                                         |
|      | Björn O. Anderberg    | 1999            | 2001            | Moderaterna           |                                                         |
|      | Carin Wredström       | 2002            | 2002            | Moderaterna           |                                                         |
|      | Tomas Nordström       | 2003            | 2006            | Socialdemokraterna    |                                                         |
|      | Peter Danielsson      | 2006            | 25 oktober 2022 | Moderaterna           | 1974-04-04 i Helsingborgs Maria, Malmöhus län.          |
|      | Christian Orsing      | 25 oktober 2022 |                 | Moderaterna           | 1978-11-06 i Helsingborg                                |

#### Övriga nämnder
Kommunens organisation är indelad i ett antal nämnder. Det är kommunstyrelsen som beslutar om hur nämnderna ska sammansättas och vilka uppgifter dessa ska ha. Ordföranden i nämnden kommer liksom i fallet för kommunstyrelsen från den styrande majoriteten, medan vice ordförande kommer från oppositionen. Helsingborgs stads nämnder och nämndsordföranden mandatperioden 2022–2026:
| Nämnd                        | Ordförande | Ordförande                | Vice ordförande | Vice ordförande              |
| ---------------------------- | ---------- | ------------------------- | --------------- | ---------------------------- |
| Arbetsmarknadsnämnden        | M          | Richard Lundberg          | S               | Mikael Andersson             |
| Barn- och utbildningsnämnden | L          | Dubravka Trejling Nikolic | S               | Maria Ward                   |
| Fastighetsnämnden            | M          | Johan Rausgård            | C               | Emma Järund                  |
| Idrotts- och fritidsnämnden  | M          | Per Svanberg              | S               | Khaled El-Khalayeli          |
| Krisledningsnämnden          | M          | Christian Orsing          | S               | Jan Björklund                |
| Kulturnämnden                | KD         | Alexander Kolind          | S               | Margareta Liljedahl Eriksson |
| Miljönämnd                   | L          | Amir Jawad                | S               | Åsa Holmqvist                |
| Socialnämnden                | M          | Matilda Hjelm Espelund    | S               | My Rosell                    |
| Stadsbyggnadsnämnden         | M          | Alexander Svensson        | S               | Ali Shibl                    |
| Valnämnden                   | M          | Kristian Anderson         |                 | Vakant                       |
| Vård- och omsorgsnämnden     | KD         | Lars Thunberg             | S               | Mickey Magnusson             |
| Överförmyndarnämnden         | KD         | Josefine Brandin          | S               | Vehid Stovrag                |

Under de flesta av nämnderna finns en förvaltning som har till uppgift att driva den kommunala verksamheten inom olika ansvarsområden. År 2012 anställde  kommunens förvaltningar cirka 7 500 personer, varav den största förvaltningen är skol- och fritidsförvaltningen. Alla förvaltningar följer nedan:
| - Arbetsmarknadsförvaltningen - Fastighetsförvaltningen - Kulturförvaltningen - Miljöförvaltningen - Skol- och fritidsförvaltningen | - Socialförvaltningen - Stadsbyggnadsförvaltningen - Stadsledningsförvaltningen - Vård- och omsorgsförvaltningen |

Revisionskontoret granskar kommunens verksamhet på uppdrag av de förtroendevalda revisorerna, som har utsetts av kommunfullmäktige.
Räddningstjänsten ("brandkåren") ingår sedan den 1 januari 2015 i Räddningstjänsten Skåne Nordväst.

### Vänorter
Helsingborg och Helsingör var först med att införa vänorter i dess moderna betydelse, 1838. 1849 möttes sedan representanter ifrån både Helsingör och Helsingborg ute på det isbelagda Öresund för att skriva under dokumenten om vänort. 
Syftet med vänorterna är enligt Helsingborgs stad att utbyta erfarenheter och genomföra gemensamma projekt.
Helsingborgs vänorter:
- Helsingör, Danmark
- Pärnu, Estland
- Dubrovnik, Kroatien
- Alexandria, USA

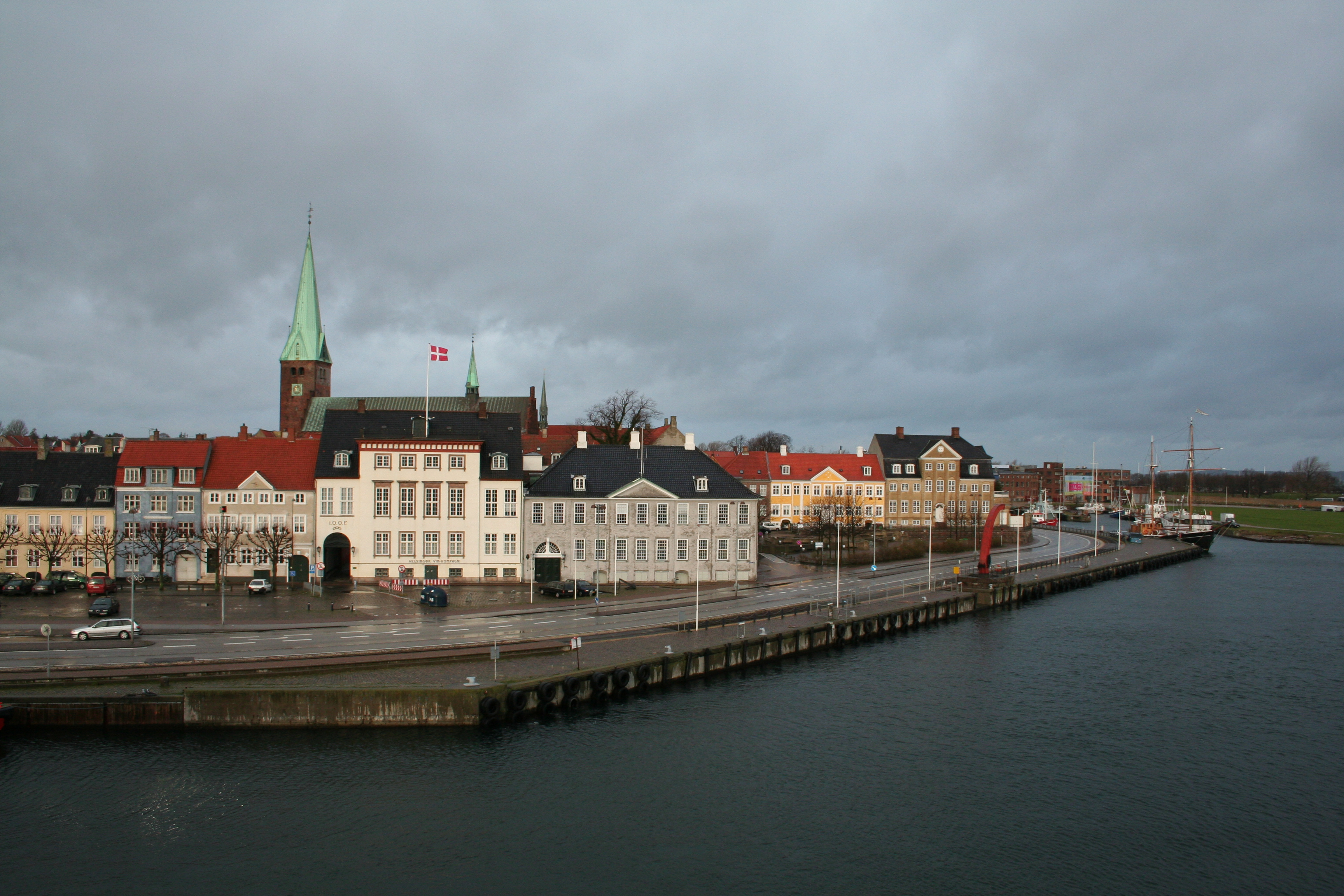
Helsingör sett från hamnen.
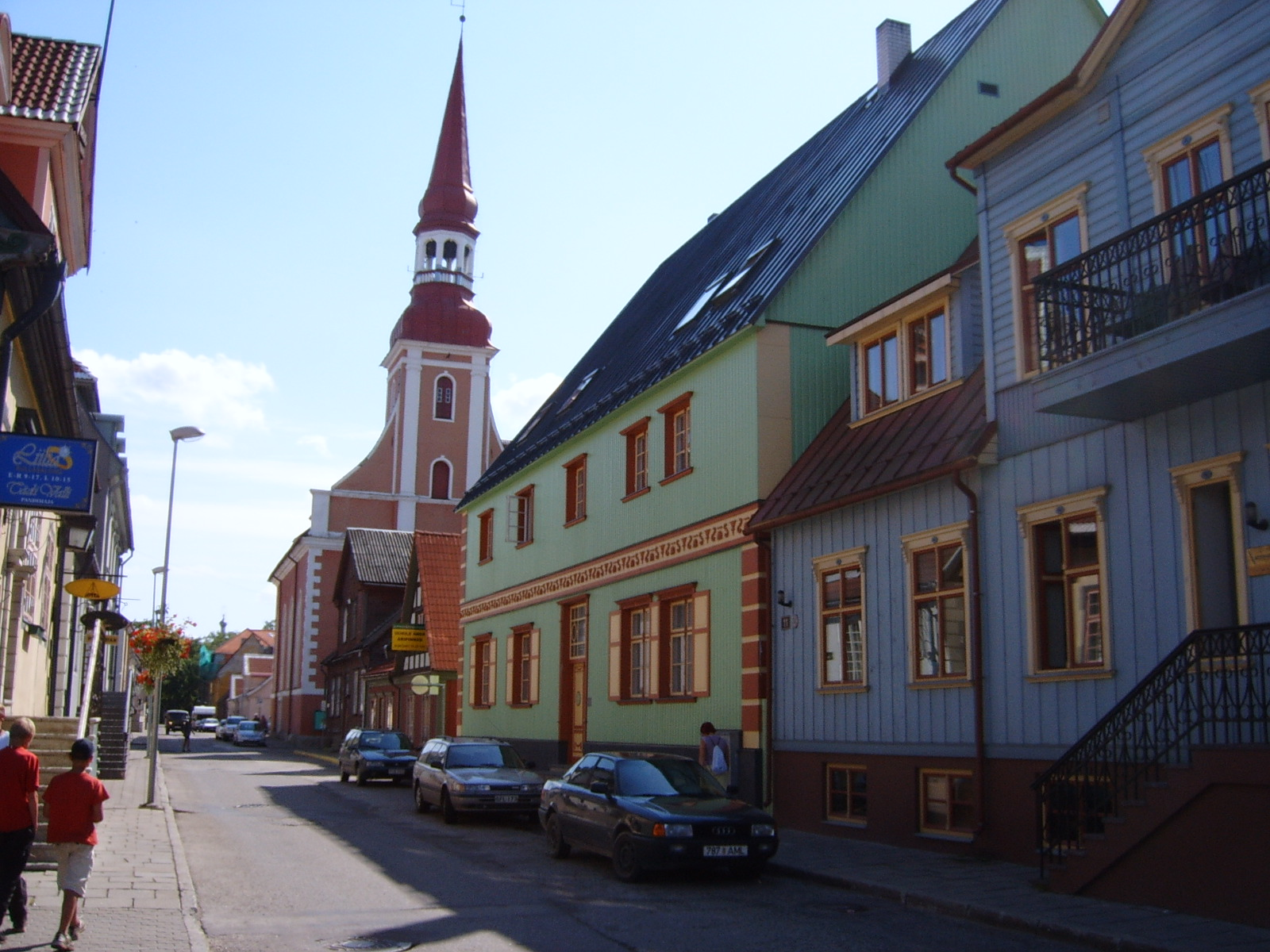
Pärnus centrum.
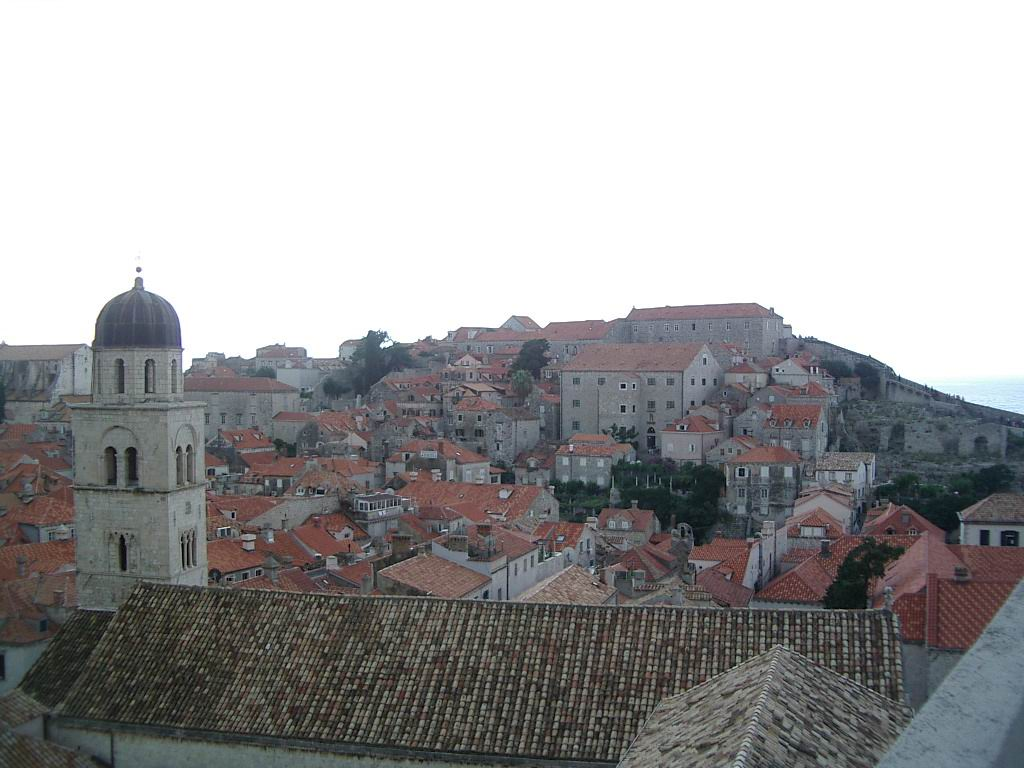
Gamla staden i Dubrovnik.
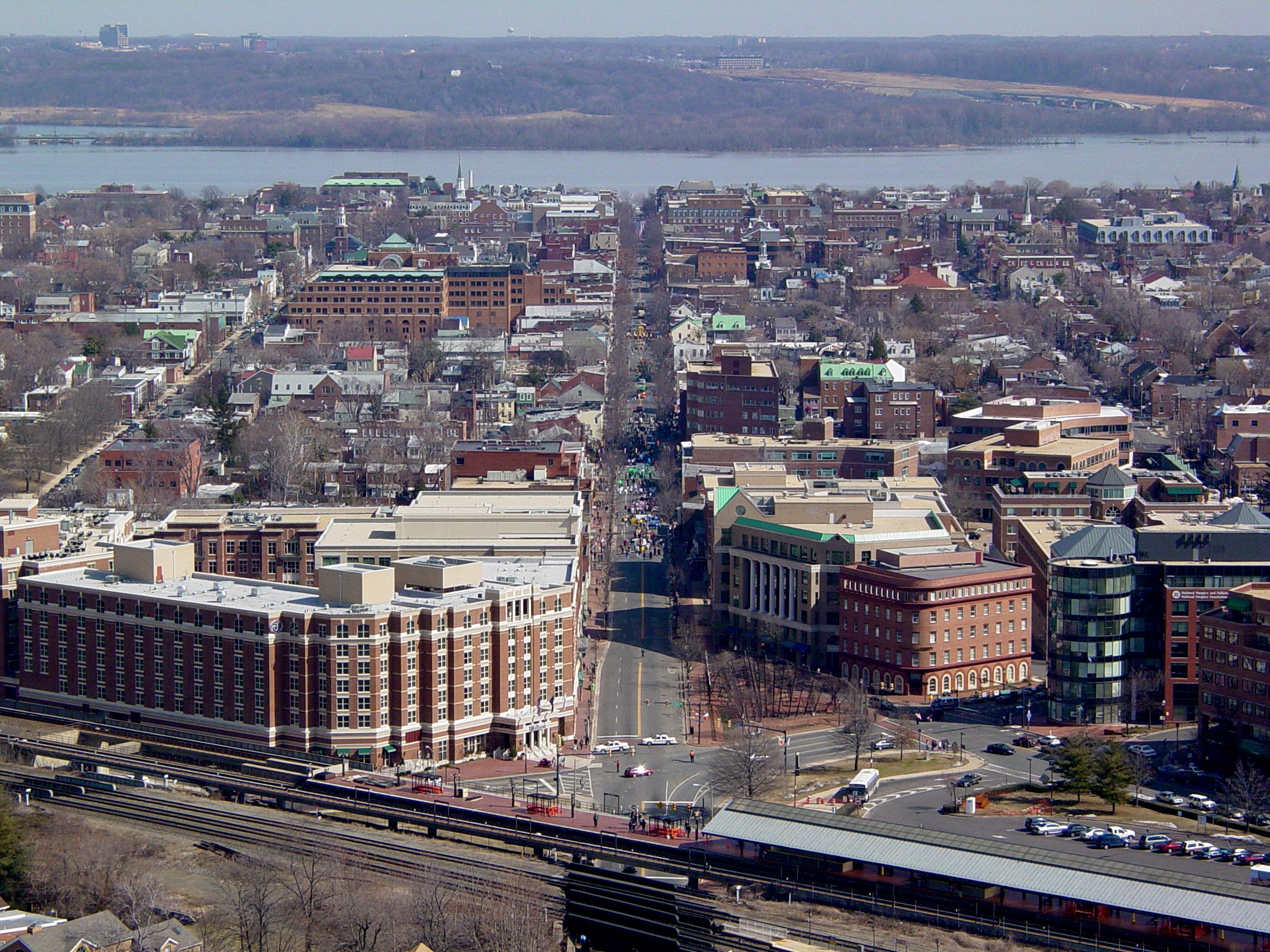
Gamla staden i Alexandria.

## Ekonomi och infrastruktur

### Näringsliv
I början av 2020-talet var det lokala näringslivet allsidigt men tjänstenäringar, handel och transport hade en ovanligt framträdande roll. Främst berodde detta på att centralorten var en viktig transportknut i och med att den hade en av landets viktigaste hamnar samt goda väg- och järnvägsförbindelser. Både gods- och  passagerartrafiken i hamnen var betydande. Hamnen har också lockat till sig många rederi-, åkeri- och speditionsföretag.
Knappt nio procent av Helsingborgs arbetstillfällen fanns i början av 2020-talet inom tillverkningsindustrin, en sektor vars tyngdpunkt låg inom kemisk industri och läkemedelsindustri, exempelvis Kemira Kemi AB och McNeil AB. Andra nämnvärda företag var Ica Sverige AB, Ikea, Yves Rocher Suède AB, Aller tryck AB och Helsingborgs Dagblad.

### Infrastruktur

#### Transporter
I kommunen sammanstrålar E6/E20 från norr med E4 från nordöst. Från Helsingborg utgår länsväg 111 åt nordväst och Höganäs samt länsväg 109 åt öster.
I nordsydlig riktning genomkorsas kommunen av Västkustbanan som trafikeras av SJ:s och Öresundstågs fjärrtåg mellan Göteborg och Malmö samt regiontågen Pågatågen med stopp även vid Ödåkra, Maria, Ramlösa och Rydebäck. Från Helsingborg utgår även Skånebanan mot Hässleholm och Kristianstad och Rååbanan mot Eslöv som trafikeras av Pågatågen. På Skånebanan finns även stoppen Påarp och Mörarp och på Rååbanan finns även stoppen Gantofta och Vallåkra. 
I Helsingborg finns färjeförbindelsen HH-leden till Helsingör. Färjetrafiken med Helsingör upprätthålls av Scandlines AB och Sundsbusserne A/S.

## Befolkning

### Demografi

#### Befolkningsutveckling
Kommunen har 152 091 invånare (31 december 2024), vilket placerar den på 8:e plats avseende folkmängd bland Sveriges kommuner.
| Befolkningsutvecklingen i Helsingborgs kommun 1970–2020 | Befolkningsutvecklingen i Helsingborgs kommun 1970–2020 | Befolkningsutvecklingen i Helsingborgs kommun 1970–2020 | Befolkningsutvecklingen i Helsingborgs kommun 1970–2020 | Befolkningsutvecklingen i Helsingborgs kommun 1970–2020 |
| ------------------------------------------------------- | ------------------------------------------------------- | ------------------------------------------------------- | ------------------------------------------------------- | ------------------------------------------------------- |
|                                                         |                                                         |                                                         |                                                         |                                                         |
| År                                                      |                                                         |                                                         | Folkmängd                                               |                                                         |
| 1970                                                    | 1970                                                    |                                                         | 100 396                                                 |                                                         |
| 1980                                                    | 1980                                                    |                                                         | 101 956                                                 |                                                         |
| 1990                                                    | 1990                                                    |                                                         | 109 267                                                 |                                                         |
| 2000                                                    | 2000                                                    |                                                         | 117 737                                                 |                                                         |
| 2010                                                    | 2010                                                    |                                                         | 129 177                                                 |                                                         |
| 2020                                                    | 2020                                                    |                                                         | 149 280                                                 |                                                         |

#### Utländsk bakgrund
Den 31 december 2018 utgjorde andelen invånare med utländsk bakgrund (utrikes födda personer samt inrikes födda med två utrikes födda föräldrar) 34 % av befolkningen. Den 31 december 2022 utgjorde andelen invånare med utländsk bakgrund, i åldersgruppen 0-44 år, 44% av befolkningen, medan andel invånare i samma åldersgrupp som var födda utrikes eller hade minst en utrikesfödd förälder utgjorde 54%. 
Den 31 december 2002 utgjorde antalet invånare med utländsk bakgrund enligt samma definition 24 172, eller 20,24 % av befolkningen (hela befolkningen: 119 406 den 31 december 2002).

#### Invånare efter de vanligaste födelseländerna
Den 31 december 2016 utgjorde folkmängden i Helsingborgs kommun 140 547 personer. Av dessa var 33 139 personer (23,6 %) födda i ett annat land än Sverige. I denna tabell har de nordiska länderna samt de 12 länder med flest antal utrikes födda (i hela riket) tagits med. En person som inte kommer från något av de här 17 länderna har istället av Statistiska centralbyrån förts till den världsdel som deras födelseland tillhör.
| Födelseland      | Födelseland                       | Födelseland |
| ---------------- | --------------------------------- | ----------- |
| 31 december 2014 |                                   |             |
| 1                | Sverige                           | 106 050     |
| 2                | Asien: Övriga länder              | 4 049       |
| 3                | Europeiska unionen: Övriga länder | 3 671       |
| 4                | / SFR Jugoslavien/FR Jugoslavien  | 3 354       |
| 5                | Irak                              | 3 056       |
| 6                | Danmark                           | 2 232       |
| 7                | Bosnien och Hercegovina           | 1 779       |
| 8                | Polen                             | 1 733       |
| 9                | Europa utom EU: Övriga länder     | 1 728       |
| 10               | Syrien                            | 1 119       |
| 11               | Afrika: Övriga länder             | 989         |
| 12               | Tyskland                          | 814         |
| 13               | Finland                           | 753         |
| 14               | Iran                              | 682         |
| 15               | Turkiet                           | 639         |
| 16               | Thailand                          | 537         |
| 17               | Nordamerika                       | 475         |
| 18               | Sydamerika                        | 455         |
| 19               | Norge                             | 345         |
| 20               | Kina                              | 280         |
| 21               | Afghanistan                       | 259         |
| 22               | Island                            | 116         |
| 23               | Somalia                           | 80          |
| 24               | Sovjetunionen                     | 63          |
| 25               | Oceanien                          | 60          |
| 26               | Okänt födelseland                 | 27          |

## Kultur

### Kulturarv
Sankta Maria kyrka började byggas på 1300-talet som en katolsk kyrka i Danmark. Bygget avslutades inte förrän tornet stod färdigt på 1500-talet, då den också blev luthersk. På 1600-talet blev kyrkan svensk.

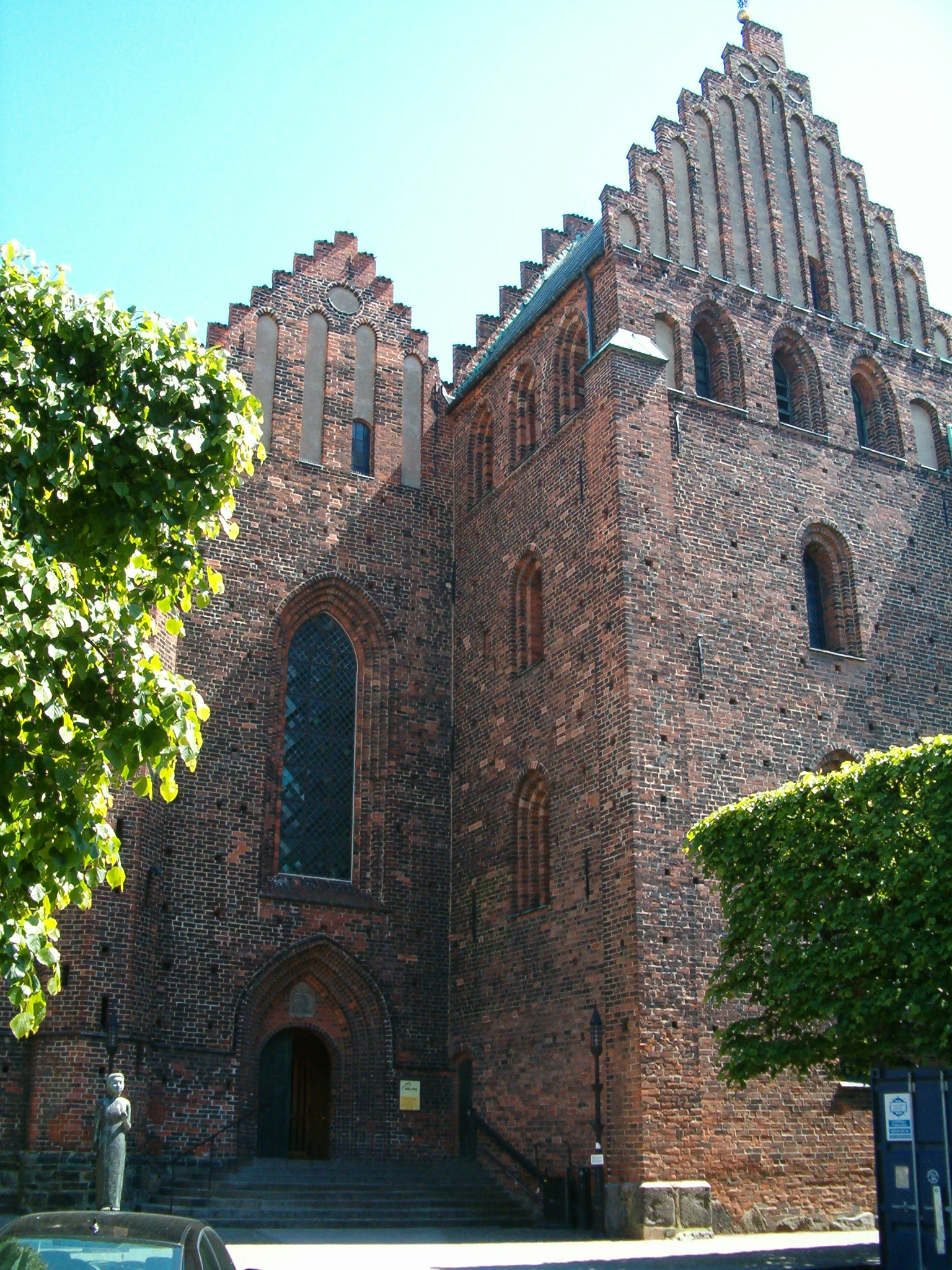
Sankta Maria kyrka.

Borgtornet Kärnan vittnar om Helsingborg har en lång historia med utpräglad sjöfront. Tornet var ursprungligen ett befäst bostadstorn och uppfördes på 1300-talet.
Bland senare kulturarv kan nämnas den nya stadsdel som uppfördes i anslutning till den norra hamnbassängen inför  bostadsutställningen H99 (1999).

### Kommunsymboler

#### Kommunvapen
Blasonering: I fält av silver en från en uppskjutande, genomgående, krenelerad mur uppskjutande borg med en krenelerad kärna med en spetsig med ett utböjt kors krönt tornhuv, allt rött.
Vapenfastställelse av Kungl. Maj:t har skett två gånger för Hälsingborgs stad, 1916 och 1946. Vid båda tillfällena diskuterades hur man omtolkar ett sigill till ett heraldiskt vapen. Sigillet, som är utgångspunkt för vapnet, är från 1300-talet. Efter kommunbildningen registrerades vapnet i PRV 1974.

#### Kommunfågel

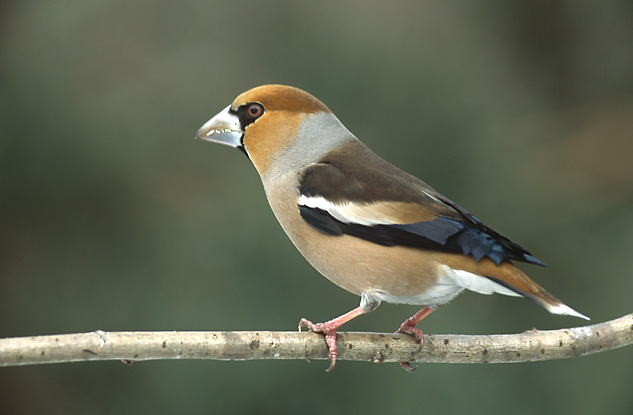
Stenknäcken, kommunfågeln.

Stenknäcken är Helsingborgs kommunfågel.